# Premio Kyoto de Ciencias Básicas
El Premio Kyoto de Ciencias Básicas lo concede una vez al año la Fundación Inamori. El Premio es una de las tres categorías del Premio Kyoto; las otras son el Premio Kyoto de Tecnología Avanzada y el Premio Kyoto de Arte y Filosofía. El primer Premio Kyoto de Ciencias Básicas se concedió a Claude Elwood Shannon, por el "Establecimiento de los Fundamentos Matemáticos de la Teoría de la Información". El Premio se considera un galardón de prestigio disponible en campos que tradicionalmente no se honran con un Premio Nobel. 

## Campos
El Premio Kyoto en Ciencias Básicas se otorga de forma rotativa a investigadores en los cuatro campos siguientes:
- Ciencias matemáticas (incluidas las matemáticas puras)
- Ciencias biológicas (evolución, comportamiento, ecología, medio ambiente)
- Ciencias de la tierra y planetarias, astronomía y astrofísica
- Ciencias cognitivas/Ciencias de la vida (biología molecular, biología celular, neurobiología)

## Laureados
Fuente: Premio Kioto

### Ciencias Biológicas
| Año  | Laureado | Laureado                 | País           | País           | |
| ---- | -------- | ------------------------ | -------------- | -------------- | --- |
| 1986 | –        | George Evelyn Hutchinson | Estados Unidos | 1903–1991      | Contribución destacada a la limnología y la ecología de las comunidades por la teoría integradora de los nichos ecológicos                    |
| 1990 |          | Jane Goodall             | Reino Unido    | nacido en 1934 | Estudio a largo plazo del comportamiento, la sociología y la ecología de los chimpancés en libertad                                           |
| 1993 | –        | William Donald Hamilton  | Reino Unido    | 1936–2000      | Propuesta de aptitud inclusiva y establecimiento de la teoría evolutiva de la socialidad y la cooperación                                     |
| 1997 |          | Daniel Hunt Janzen       | Estados Unidos | nacido en 1939 | Estudio pionero de la biodiversidad en los trópicos y sus mecanismos de mantenimiento                                                         |
| 2001 |          | John Maynard Smith       | Reino Unido    | 1920–2004      | Contribución a la biología evolutiva mediante la propuesta de la idea de estrategia evolutivamente estable (EEE)                              |
| 2005 |          | Simon Asher Levin        | Estados Unidos | nacido en1941  | Establecimiento del campo de la ecología espacial y propuesta de la biosfera como "sistema adaptativo complejo".                              |
| 2009 |          | Barbara Rosemary Grant   | Reino Unido    | nacido en 1936 | Demostración de la rápida evolución causada por la selección natural en respuesta a los cambios ambientales                                   |
| 2009 |          | Peter Raymond Grant      | Reino Unido    | nacido en 1936 | Demostración de la rápida evolución causada por la selección natural en respuesta a los cambios ambientales                                   |
| 2013 |          | Masatoshi Nei            | Estados Unidos | nacido en 1931 | Investigación sobre la evolución de las poblaciones biológicas mediante análisis cuantitativos de la variación genética y el tiempo evolutivo |
| 2017 |          | Graham Farquhar          | Australia      | nacido en 1947 | Desarrollo de modelos de fotosíntesis basados en procesos y su contribución a la ciencia de los cambios medioambientales globales             |
| 2022 |          | Bryan Grenfell           | Estados Unidos | nacido en 1954 | Desarrollo de una metodología innovadora para el análisis integrador de la evolución de patógenos y epidemias.                                |

### Ciencias Matemáticas
| Año  | Laureado | Laureado                  | País            | País           | |
| ---- | -------- | ------------------------- | --------------- | -------------- | --- |
| 1985 |          | Claude Elwood Shannon     | Estados Unidos  | 1916–2001      | Establecimiento de los fundamentos matemáticos de la teoría de la información |
| 1989 |          | Izrail Moiseevich Gelfand | Unión Soviética | 1913–2009      | Destacada contribución a muchos campos de las ciencias matemáticas, especialmente a los estudios pioneros en análisis funcional                                                                                 |
| 1994 |          | André Weil                | Francia         | 1906–1998      | Amplia contribución a la matemática moderna, especialmente a través de los trabajos fundacionales en geometría algebraica y teoría de números                                                                   |
| 1998 |          | Kiyoshi Itō               | Japón           | 1915–2008      | Contribución fundamental al análisis estocástico mediante la invención de las ecuaciones diferenciales estocásticas, que se han aplicado en diversas ciencias.                                                  |
| 2002 |          | Mikhail Gromov            | Francia         | nacido en 1943 | Contribuciones a través de desarrollos espectaculares en una serie de campos matemáticos mediante la introducción del método innovador de una estructura métrica para familias de diversos objetos geométricos. |
| 2006 |          | Hirotsugu Akaike          | Japón           | 1927–2009      | Importante contribución a la ciencia estadística y la modelización con el desarrollo del Criterio de Información de Akaike (AIC).                                                                               |
| 2010 |          | László Lovász             | Hungría         | nacido en 1948 | Contribuciones destacadas a las ciencias matemáticas basadas en algoritmos de optimización discreta |
| 2014 |          | Edward Witten             | Estados Unidos  | nacido en 1951 | Contribuciones destacadas al desarrollo de las ciencias matemáticas mediante la exploración de la teoría de supercuerdas                                                                                        |
| 2018 |          | Masaki Kashiwara          | Japón           | nacido en 1947 | Contribuciones destacadas a un amplio espectro de las matemáticas modernas: Avance de la teoría de los módulos D desde su fundación                                                                             |
| 2023 |          | Elliott H. Lieb           | Estados Unidos  | nacido en 1932 | Investigación matemática pionera en física, química y ciencias de la información cuántica basada en la física de muchos cuerpos                                                                                 |

### Ciencias de la Tierra y Planetarias, Astronomía y Astrofísica
| Año  | Laureado | Laureado                | País           | País           | |
| ---- | -------- | ----------------------- | -------------- | -------------- | --- |
| 1987 |          | Jan Hendrik Oort        | Países Bajos   | 1900–1992      | Contribución destacada a la astronomía por la elucidación de la estructura y la dinámica de la galaxia                                                                                               |
| 1991 |          | Edward Norton Lorenz    | Estados Unidos | 1917–2008      | Contribución destacada a las ciencias de la Tierra y las ciencias matemáticas por el desarrollo de las bases teóricas del estudio numérico en meteorología y el descubrimiento del caos determinista |
| 1995 |          | Chūshirō Hayashi        | Japón          | 1920–2010      | Contribución destacada a la astrofísica mediante los estudios teóricos de la formación y evolución estelar y la formación del sistema solar                                                          |
| 1999 |          | Walter Heinrich Munk    | Estados Unidos | 1917–2019      | Destacada contribución a las ciencias de la Tierra por la elucidación del mecanismo dinámico del océano y sus olas                                                                                   |
| 2003 |          | Eugene Newman Parker    | Estados Unidos | 1927–2022      | Contribuciones a la astrofísica mediante la elucidación del viento solar y los fenómenos magnetohidrodinámicos cósmicos                                                                              |
| 2007 |          | Hiroo Kanamori          | Japón          | nacido en 1936 | Elucidación de los procesos físicos de los terremotos y su aplicación a la mitigación de riesgos |
| 2011 |          | Rashid Alievich Sunyaev | Rusia Alemania | nacido en 1943 | Propuesta de la Teoría de las Fluctuaciones en la Radiación Cósmica de Fondo de Microondas para Explorar el Universo en Expansión, y contribución sobresaliente a la Astronomía de Altas Energías    |
| 2015 |          | Michel Mayor            | Suiza          | nacido en 1942 | Contribuciones destacadas a la evolución de una nueva visión del Universo mediante el descubrimiento de un planeta extrasolar                                                                        |
| 2019 |          | James E. Gunn           | Estados Unidos | nacido en 1938 | Contribuciones destacadas a la elucidación de la historia cósmica a partir de una observación de campo amplio a gran escala.                                                                         |

### Ciencias de la vida
| Año  | Laureado                                       | Laureado                                       | País                                           | País                                           | |
| ---- | ---------------------------------------------- | ---------------------------------------------- | ---------------------------------------------- | ---------------------------------------------- | --- |
| 1992 |                                                | Yasutomi Nishizuka                             | Japón                                          | 1932–2004                                      | Elucidación del sistema de transducción de señales intracelulares mediante el descubrimiento y análisis funcional de la proteína quinasa C                              |
| 1996 |                                                | Mario Renato Capecchi                          | Estados Unidos                                 | nacido en 1937                                 | Producción de ratones knockout mediante el desarrollo de técnicas de orientación génica y contribución destacada a la elucidación de la función génica                  |
| 2000 |                                                | Walter Jakob Gehring                           | Suiza                                          | nacido en 1939                                 | Descubrimiento de mecanismos de desarrollo conservados |
| 2004 |                                                | Alfred G. Knudson                              | Estados Unidos                                 | 1922–2016                                      | Contribución seminal al establecimiento de la teoría del gen supresor de tumores en el mecanismo de la carcinogénesis humana.                                           |
| 2008 |                                                | Anthony James Pawson                           | Canadá Reino Unido                             | 1952–2013                                      | Proponer y demostrar el concepto de moléculas adaptadoras en la transducción de señales                                                                                 |
| 2012 |                                                | Yoshinori Ohsumi                               | Japón                                          | nacido en 1945                                 | Contribución destacada a la elucidación de los mecanismos moleculares y la importancia fisiológica de la autofagia, un sistema celular de adaptación al medio ambiente. |
| 2016 |                                                | Tasuku Honjo                                   | Japón                                          | nacido en 1942                                 | Descubrimiento del mecanismo responsable de la diversificación funcional de anticuerpos, moléculas inmunorreguladoras y aplicaciones clínicas de PD-1                   |
| 2020 | No hay premio debido a la pandemia de COVID-19 | No hay premio debido a la pandemia de COVID-19 | No hay premio debido a la pandemia de COVID-19 | No hay premio debido a la pandemia de COVID-19 | No hay premio debido a la pandemia de COVID-19 |
| 2021 |                                                | Robert G. Roeder                               | Estados Unidos                                 | nacido en 1942                                 | Descubrimiento del principio de los mecanismos de transcripción genética en eucariotas                                                                                  |

### Ciencia Cognitiva
| Año  | Laureado | Laureado           | País           | País           | |
| ---- | -------- | ------------------ | -------------- | -------------- | --- |
| 1988 |          | Avram Noam Chomsky | Estados Unidos | nacido en 1928 | Creación de la Teoría de la Gramática Generativa y contribución sustancial a la formación y desarrollo de la Ciencia Cognitiva |